# Station Michalin
Station Michalin is een spoorwegstation in de Poolse plaats Józefów.